# Ludwig II. (1973)
Ludwig II. (Originaltitel: Ludwig) ist ein historisches Filmdrama aus dem Jahr 1973 von Luchino Visconti mit Helmut Berger in der Hauptrolle und hat das Leben und den Niedergang von König Ludwig II. von Bayern zum Thema.

## Handlung
1864 besteigt der junge Ludwig II. mit 18 Jahren den bayerischen Königsthron. Eine erste Amtshandlung ist die Förderung des Komponisten Richard Wagner, der von dem idealistischen Ludwig sehr verehrt wird. Dieser wird nach München geholt und lässt sich großzügig mit finanziellen Mitteln ausstatten. Im Ministerkabinett sorgen diese Geldzuwendungen von Ludwig für Unverständnis, im Volk macht sich Unmut gegen Wagner und dessen Lebensstil breit. Ludwig bemerkt nicht, dass Wagner ein Verhältnis mit Cosima von Bülow hat, der Ehefrau von Wagners Dirigenten Hans von Bülow. Als Ludwig von seinen Beratern die Wahrheit erfährt, fühlt er sich hintergangen und bittet Wagner, München zu verlassen. Zwar unterstützt Ludwig Wagner nach dessen Heirat mit Cosima auch weiterhin mit vielen Geldmitteln, doch die Bewunderung des Königs für den Menschen Wagner ist abgekühlt.
Für seine Cousine Elisabeth von Österreich-Ungarn hegt Ludwig eine schwärmerische romantische Bewunderung, er hält sie für seine Seelenverwandte. Bei einem Adelstreffen in Bad Ischl reiten sie gemeinsam bei Nacht aus, und es kommt zu einem Kuss. Bald aber fühlt Ludwig sich durch Kaiserin Elisabeths hochmütiges Verhalten in seinem Stolz verletzt. Elisabeth rät ihm zu einer Ehe mit ihrer Schwester Sophie in Bayern, die aber von Ludwig weitgehend mit Desinteresse behandelt wird. Sowohl von Wagner als auch von Elisabeth enttäuscht, zieht sich Ludwig zunehmend ins Privatleben zurück und gibt sich Träumen hin. Das bayerische Kabinett schlägt sich im Deutschen Krieg 1866 – gegen den Willen Ludwigs, der neutral bleiben will – auf die Seite von Österreich gegen Preußen. Der Krieg, den Ludwig zum Unverständnis vieler auf seinem Landsitz einfach ignoriert, geht verloren. Sein Vertrauter Graf Dürckheim rät Ludwig zu einer Eheschließung, um aus der Einsamkeit herauszukommen.
Kurz nachdem Ludwig sich seiner homosexuellen Neigungen bewusst geworden ist, lässt er spontan 1867 die Verlobung mit Prinzessin Sophie bekannt geben. Eine Schauspielerin namens Lila von Buliowski, die ihm sexuelle Erfahrungen bringen soll, weist er wütend ab, da sie von Familienmitgliedern und Beratern Ludwigs zu ihm geschickt wurde. Ludwig zweifelt, ob er Sophie glücklich machen kann, und sein Wunsch nach einer Heirat erkaltet bald wieder. Er zögert die Hochzeit mit Sophie über Monate hinaus und hebt die Verlobung schließlich auf. Mit dem Bediensteten Richard Hornig geht der König seinen homosexuellen Neigungen nach – obwohl in dem katholischen Ludwig deswegen Schuldgefühle aufkommen. Bayern geht mit Preußen ein Bündnis ein und wird 1871 Teil des neugegründeten Deutschen Reiches. Ludwig kann sich nur unter großem Einfluss von Vertrauten zu diesem Souveränitätsverlust durchringen. Unterdessen verschlechtert sich der geistige Zustand von Ludwigs jüngerem Bruder Otto, der seit seinem Kriegseinsatz 1866 in Depressionen versinkt. Otto verfällt dem Wahnsinn und muss in eine psychiatrische Klinik gebracht werden, was Ludwig geschockt zurücklässt.
Ludwigs ganze Aufmerksamkeit gilt nun dem Bau der Schlösser Neuschwanstein, Linderhof und Herrenchiemsee. Der Bau der Schlösser verschlingt allerdings Unsummen an Geldern und bringt das Kabinett zusehends gegen Ludwig auf. Der König selbst entfremdet sich immer stärker von seiner Umgebung, nimmt keine Repräsentationspflichten mehr wahr und zieht sich in die Einsamkeit seiner Schlösser zurück. 1881 unternimmt Ludwig mit dem von ihm bewunderten Schauspieler Josef Kainz eine Reise in die Schweiz, wobei Kainz ständig jugendliche Heldenrollen und Gedichte für den König rezitieren soll. Die kurze Beziehung zwischen Kainz und dem König endet im Streit. Ludwig verliert sich immer stärker in seinen Träumen und hat in Nächten sexuelle Exzesse mit seinen Dienern. Als Kaiserin Elisabeth die prächtigen Schlösser ihres Cousins besichtigt und ihn nach langer Zeit wiedersehen will, weisen Ludwigs Diener sie auf dessen Anweisung an der Tür ab.
1886 wird Ludwig schließlich auf Schloss Neuschwanstein von einer Regierungskommission für geisteskrank erklärt. Ludwig lässt daraufhin die Regierungskommission für kurze Zeit von seinen Dienern verhaften, doch der König ist zu weltabgewandt und lebensmüde, um noch gegen den Vorwurf der Geisteskrankheit anzukämpfen. Ludwig wird abgesetzt, sein Onkel Prinz Luitpold übernimmt die Regierungsgeschäfte. Der leitende Psychiater Professor Bernhard von Gudden begleitet den abgesetzten Ludwig nach Schloss Berg am Starnberger See. Zwei Tage später verlassen Ludwig und Professor von Gudden das Schloss für einen Spaziergang im Schlosspark. Nach Stunden der Suche im Park werden die Leichen der beiden Männer im Starnberger See aufgefunden.

## Hintergrund
Die Spielfilmhandlung wird mehrfach durch Szenen unterbrochen, in denen Darsteller vor einem schwarzen Hintergrund direkt in die Kamera blicken und über König Ludwig und sein Verhalten wie bei einer Zeugenaussage sprechen. Viscontis Film hält sich weitestgehend penibel an die historischen Fakten, legt aber seinen Hauptfokus weniger auf die geschichtlichen Ereignisse, sondern vielmehr auf die Privatperson Ludwig mit seinen privaten Interessen und Eigenarten. Eine frühe Drehbuchfassung sah vor, dass zum Ende des Films ein Diener ein Loch in der Kleidung des verstorbenen Ludwig finden und die Worte „Eine Kugel hat den König umgebracht“ sprechen sollte. Das Ende des Filmes lässt schließlich die Frage offen, ob es sich bei Ludwigs Tod um einen Suizid oder um Mord handelte.
Um Ludwigs „Umkehrung der Tageszeiten“ gerecht zu werden, wurde der Film ausschließlich in den frühen Morgenstunden, in der Abenddämmerung und während der Nacht gedreht. Visconti wollte das Menschliche an Ludwig herausarbeiten: Gewillt, „nicht zum Schatten eines Königs zu werden, war er gezwungen, ein König der Schatten zu werden“; er sah ihn trotz seiner Stellung als „Besiegten und Opfer der Realität“, als gekreuzigten Narziss und abgestürzten Ikarus. Visconti faszinierte auch Ludwigs „Leben außerhalb jeder Norm“, was auch für Wagner galt. Den von Trevor Howard gespielten Richard Wagner lässt Visconti als bürgerlichen Spießer, mit Schnupftabakdose, explosivem Temperament und kleinlichem Charakter darstellen, zugleich als geheimnisvoll bestrickenden Magier – insoweit Thomas Manns Schilderungen aus Leiden und Größe Richard Wagners folgend.
Der Film wird neben Die Verdammten und Tod in Venedig zu einer Filmreihe gezählt, die oft als „Viscontis deutsche Trilogie“ bezeichnet wird. Regisseur Luchino Visconti war von der Geschichte des Einzelgängers und Ästheten Ludwig II. fasziniert und sah ihn als „letzten absolutistischen Herrscher, der lieber mit der Kunst als mit der Politik regieren wollte“.
Die Produktionskosten des Films der beteiligten Firmen Mega Film Romana, Cinetel Paris und Divina Film München betrugen rund 12 Millionen D-Mark. Die Innenaufnahmen wurden in den Filmstudios von Cinecittà gedreht, die Außenaufnahmen an Originalschauplätzen, darunter Schloss Neuschwanstein, Schloss Hohenschwangau, Schloss Linderhof, Schloss Herrenchiemsee, Schloss Nymphenburg, das Cuvilliés-Theater, die Kaiservilla in Bad Ischl, der Starnberger See und das Casino auf der Roseninsel. Dort bauten Pioniere der Bundeswehr dem Film-Team als „Manöverübung“ eine Pontonbrücke über den See. Als Ersatzkulisse für Schloss Berg fungierte das ebenfalls am Starnberger See gelegene Schloss Possenhofen, da die Wittelsbacher für ersteres die Drehgenehmigung verweigerten. Für das Dampfschiff Tristan, von Maximilian II. angeschafft und von Ludwig II. gern genutzt, verwendete man das umgestaltete Fahrgastschiff Leoni.
Romy Schneider hatte durch die Sissi-Filme in den 1950er Jahren ihren Durchbruch gefeiert, in denen sie eine eher romantisierte Version der Kaiserin dargestellt hatte. Später entfernte sie sich durch europäische Kunstfilme und ernstere Rollen von diesem Image. Daher war Schneider auch zunächst skeptisch, als sie erneut die Rolle der österreichischen Kaiserin angeboten bekam, diesmal durch ihren engen Freund Visconti. Sie stellte vor ihrer Zusage sicher, dass die Sissi in diesem Film nicht romantisiert, sondern desillusioniert und teilweise zynisch erscheint, wie die echte Kaiserin Elisabeth auch von Zeitgenossen und Historikern geschildert wurde.
Während der Dreharbeiten zum Film erlitt Visconti am 27. Juli 1972 einen Schlaganfall, nach welchem er körperlich stark geschwächt war.
Luchino Visconti und Ludwig II. teilen sich gemeinsame Vorfahren. Visconti ist der Sohn eines Cousins zwölften Grades von Ludwig II.; die letzten gemeinsamen Vorfahren sind Margarete von Bayern und Federico I. Gonzaga, die Mitte des 15. Jahrhunderts lebten.

## Filmfassungen und Zensur
Die Uraufführung fand am 18. Januar 1973 auf einer Gala-Premiere im Bonner Kino Metropol statt, wo der Film in einer 3-Stunden-Fassung erstmals gezeigt wurde. Die ursprünglich vom Regisseur vorgesehene Version einer 4-Stunden-Fassung, welche im Kino von einer kurzen Pause unterbrochen werden sollte, wollten die Produzenten Ugo Santalucia und Dieter Geißler nicht zulassen. Aufgrund seiner Schwächung nach seinem Schlaganfall und der Tatsache, dass die Produzenten am längeren Hebel saßen, akzeptierte Visconti schließlich widerwillig. Der Filmkritiker Wolfram Schütte schrieb 1975 mit Bezug auf die gekürzte 3-Stunden-Fassung „Wer den Film in der Bundesrepublik gesehen hat, hat ihn nicht gesehen“. In dieser Fassung würde man nur in Ansätzen die ganze Meisterschaft des Regisseurs und die subtile Metapher des Films erkennen. Die 4-Stunden-Fassung wäre dagegen ein anderer, ein neuer Film.
Nach seiner Uraufführung in Bonn gab es heftige Proteste aus Bayern. So meinten bayerische Heimatvereine, „perverse Stellen“ und „Herabwürdigungen“ im Film entdeckt zu haben, und auch CSU-Politiker wie Franz Josef Strauß (der bei der Gala-Premiere anwesend war) übten Kritik am Film. Daraufhin entfernte der Münchner Gloria-Filmverleih, welcher für den bundesweiten Vertrieb zuständig war, aus der 3-Stunden-Fassung eigenmächtig weitere 55 Minuten und brachte für die Bundesrepublik eine zensierte Kino-Fassung heraus, in welcher Ludwigs Homosexualität nicht mehr thematisiert wurde. So wurden die Szenen mit Marc Porel als Ludwigs Liebhaber (und Burschen-Beschaffer) Richard Hornig auf Richards Funktion als Ludwigs Diener zusammengekürzt. Die Szenen der Hundinghütte fehlten, wo der König beim „altgermanischen Metgelage“ auf einem Stuhl sitzt und halbnackte Bauernjungen betrachtet, die träge auf den Ästen der Esche herumhängen. Auch die orgienhafte Szene im Königshaus am Schachen, mit kaum bekleideten Chevaulegers wurde rausgeschnitten. Sogar die enge Seelenverwandtschaft zwischen Ludwig und Elisabeth oder leidenschaftliche ästhetische Erörterungen zwischen Ludwig und Wagner wurden nicht mehr gezeigt. Die Frankfurter Rundschau erkannte „übelste Filmbarbarei“ und Filmemacher Hans-Jürgen Syberberg fragte „Wessen Ludwig II. ist das eigentlich?“. Visconti ging später auf juristischem Wege gegen die vom deutschen Verleih eigenmächtig vorgenommenen Kürzungen vor, konnte jedoch nicht verhindern, dass der Film in einer verstümmelten Version in die deutschen Kinos kam. Die Besitzerin des Gloria-Filmverleihs, Ilse Kubaschewski, verkaufte daraufhin 1974 ihren Mehrheitsanteil an Barny Bernard und betrieb nur noch den Gloria-Filmpalast.
Ende der 1970er Jahre rekonstruierten der für den Filmschnitt verantwortliche Ruggero Mastroianni und die Drehbuchautorin Suso Cecchi D’Amico für die RAI eine vollständige Fassung im Sinne Viscontis, die 1980 bei den Filmfestspielen in Venedig uraufgeführt wurde und 2000 auf Video und DVD erschienen ist (für die auf DVD veröffentlichte Version wird eine Laufzeit von 247 Minuten angegeben, da sie in fünf Teile unterteilt ist und jedes Mal der volle Vor- und Abspann gezeigt wird). Die rekonstruierte Version, welche 1993 vom ZDF (und 2008 auch von ARTE) in zwei Teilen ausgestrahlt wurde, wurde für die deutsche Fassung vom ZDF stellenweise nachsynchronisiert, um die Stimmen der inzwischen verstorbenen oder nicht zur Verfügung stehenden Darsteller zu ergänzen.

## Synchronisation
| Rolle                           | Darsteller         | deutsche Stimme (3-Stunden-Fassung) | deutsche Stimme (Szenen der rekonstruierten Fassung) |
| ------------------------------- | ------------------ | ----------------------------------- | ---------------------------------------------------- |
| Ludwig II.                      | Helmut Berger      | Jürgen Clausen                      | Stephan Schwartz                                     |
| Richard Wagner                  | Trevor Howard      | Holger Hagen                        | Holger Hagen                                         |
| Cosima Von Bülow                | Silvana Mangano    | Rosemarie Fendel                    | –                                                    |
| Pater Hoffmann                  | Gert Fröbe         | Gert Fröbe                          | Günter Lüdke                                         |
| Elisabeth von Österreich-Ungarn | Romy Schneider     | Romy Schneider                      | Marion von Stengel                                   |
| Graf Dürckheim                  | Helmut Griem       | Helmut Griem                        | Helmut Griem                                         |
| Graf von Holnstein              | Umberto Orsini     | N.N.                                | Eberhard Haar                                        |
| Richard Hornig                  | Marc Porel         | Karl Walter Diess                   | Marco Kröger                                         |
| Prinz Otto                      | John Moulder-Brown | Michael Ande                        | N.N.                                                 |
| Professor Gudden                | Heinz Moog         | Heinz Moog                          | Hans Sievers                                         |
| Lila von Buliowski              | Adriana Asti       | N.N.                                | Micaëla Kreißler                                     |
| Hans von Bülow                  | Mark Burns         | Manfred Schott                      | Achim Schülke                                        |
| Pfistermeister                  | Henning Schlüter   | Henning Schlüter                    | Wolf Rahtjen                                         |

## Kritiken
„Stilsichere und poetische, ebenso einfühlsame wie sezierende Studie einer anachronistischen Existenz und des Scheiterns einer Selbstbefreiung. Luchino Visconti gelingt es überzeugend, die rauschhafte Ästhetik des 19. Jahrhunderts aufwendig zu beschwören und zugleich mehrfach kritisch zu brechen.“

„Bei Kritikern und Filmfans gilt der Film als Meisterwerk – bei seiner Uraufführung in Deutschland geriet er jedoch wegen seiner Darstellung von Ludwigs Homosexualität vor allem in Bayern zum (politischen) Skandal, fiel einer rigorosen Zensur zum Opfer und kam extrem gekürzt in die Kinos. Viscontis eigenwillige, in den historischen Details penibel gestaltete Inszenierung konzentriert sich kaum auf die historisch ‘großen’ Momente in Ludwigs Leben, sondern versucht vielmehr, die privaten Interessen und Eigenarten des Monarchen zu beleuchten.“

„Ein facettenreiches Meisterwerk über Kunst und Politik, über Eros und Pathos, über Schönheit und Tod.“

„Prunkvoll elegisches Porträt des bayerischen ‚Märchenkönigs‘.“

„‚Ludwig II‘ ist in jenen Passagen überzeugend gelungen, in denen Visconti die fragilen Fieberträume seines Helden optisch umsetzt. Ewige Finsternis herrscht in Ludwigs Phantasiereich. Wenn die Figuren einmal die bedrückend überladenen Interieurs verlassen, befinden sie sich in kalten Winterlandschaften, peitscht ihnen Regen ins Gesicht, verlieren sie sich im Nebel.“

„Mit Romy Schneider allein behauptet sich in diesem zwischen Monstrosität und Strenge schwer atmenden Film das Kino als vitales, physisches, sensibles, nicht bloß den schönen Bildern und künstlichen Gefühlen huldigendes Medium, und so muss man vor allem sagen, dass Viscontis Ludwig II. ein Sieg Romy Schneiders ist, der nicht genug bewundert werden kann.“

## Auszeichnungen (Auswahl)
- 1973: David di Donatello für den besten Film, die beste Regie und den besten Hauptdarsteller
- 1974: Nastro d’Argento für die beste Kamera sowie das beste Szenenbild
- Oscarverleihung 1974: Oscar-Nominierung in der Kategorie Bestes Kostümdesign für Piero Tosi